# C/1992 J2 (Bradfield)
C/1992 J2 (Bradfield) war ein Komet, der im Jahr 1992 nur von der Südhalbkugel beobachtet werden konnte.

## Entdeckung und Beobachtung
Der Komet wurde am Morgen des 4. Mai 1992 (Ortszeit) von William A. Bradfield in Australien mit einem 150-mm-f/5,5-Refraktor entdeckt. Es war seine sechzehnte Kometenentdeckung, nur drei Monate nach seiner letzten. Er hatte in diesem Zeitraum insgesamt 30 Stunden nach Kometen gesucht. Bradfield schätzte die Helligkeit des Kometen zu etwa 10 mag.
Er war nur von der Südhalbkugel zu beobachten. Während der Komet sich der Sonne näherte, nahm seine Helligkeit zunächst noch zu, aber die letzte Beobachtung erfolgte bereits am 4. Juni. In der Folge konnte der Komet nicht wieder aufgefunden werden, möglicherweise hatte er sich aufgelöst.

## Umlaufbahn
Für den Kometen konnte aus 13 Beobachtungsdaten über einen Zeitraum von 31 Tagen nur eine parabolische Umlaufbahn bestimmt werden, die um rund 159° gegen die Ekliptik geneigt ist. Die Bahn des Kometen verläuft damit leicht schräg gestellt zu den Bahnebenen der Planeten, er durchläuft seine Bahn gegenläufig (retrograd) zu ihnen.
Auf seinem Weg ins innere Sonnensystem war er am 9. November 1991 in knapp 8 AE am Saturn vorbeigeflogen. Am 2. April 1992 näherte er sich der Venus bis auf etwa 84,4 Mio. km und am Tag darauf dem Mars bis auf etwa 42,0 Mio. km. Am 18. Mai war er der Erde bis auf etwa 73,9 Mio. km (0,49 AE) nahegekommen. Seinen sonnennächsten Punkt (Perihel) durchlief er am 25. Mai 1992 mit etwa 88,6 Mio. km Sonnenabstand, d. h. im Bereich zwischen den Umlaufbahnen von Merkur und Venus.
Die (mit relativ großen Unsicherheiten behafteten) Bahnelemente des Kometen C/1992 J2 (Bradfield) besitzen eine signifikante Ähnlichkeit mit denen des Kometen C/1590 E1. Sie könnten beide einen gemeinsamen Ursprung besitzen.